# Rue Georges-Saché
La rue Georges-Saché est une voie du 14e arrondissement de Paris, en France.

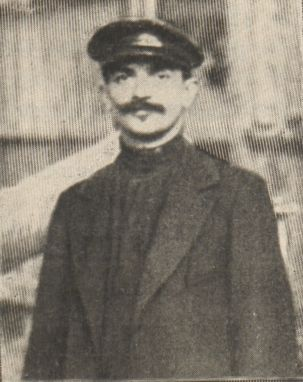
Georges Saché.

## Situation et accès
La rue Georges-Saché est une voie publique ouverte en 1905, située dans le 14e arrondissement de Paris. Elle débute au 10-16, rue de la Sablière et se termine au 11, rue Severo.
À l'intersection avec la rue Severo se trouve la place Marielle-de-Sarnez.

## Origine du nom
Elle porte le nom de Georges Saché, un jeune mécanicien français du dirigeable Pax, qui périt non loin de là, le 12 mai 1902, avec le Brésilien Augusto Severo de Albuquerque Maranhão, dans la catastrophe survenue au carrefour des rues de la Gaîté et Vercingétorix et de l'avenue du Maine.
Le nom de Severo, pionnier brésilien de la navigation aérienne, a été donné à la rue où se termine la rue Georges-Saché.

## Historique
La voie est ouverte par l'administration de l'Assistance publique en 1905 et prend sa dénomination actuelle par arrêté du 24 juin 1907.

## Bâtiments remarquables et lieux de mémoire
- no 8 : immeuble de 1907 (architecte Louis Delay).